# Eseu
Eseul (din fr. essayer, încercare) este un text conținând reflecții ale autorului pe diverse subiecte (filosofice, istorice, literare, politice, științifice, etc.). 
În sensul original în care a fost introdus de Michel de Montaigne, ce se pune la încercare într-un eseu este în primul rând judecata autorului (fr. essai de jugement), abilitatea de a genera și asocia idei, înaintea abilității de a exprima ideile astfel formate într-o formă expresiv literară.
Eseul prezintă argumente (care pot fi atât raționale, cât și emoționale) într-o problemă specifică, dar se deosebește de un studiu sau articol științific, care abordează o problemă în mod nepărtinitor, este scris pe un ton obiectiv și, în principiu, ajunge întotdeauna la o concluzie. 

## Formă și stil
Forma și stilul eseului ca specie literară sunt flexibile, oferind posibilități vaste pentru consemnarea unor opinii, asocierea de idei și evidențierea conexiunilor dintre ele, etc. Eseurile pot fi în proză sau în  versuri, de mici sau mari dimensiuni, cu un stil formal sau informal. 
- Adrian Marino îl considera ca un gen de frontieră, „hibrid” în care „eseistul încearcă să ofere o soluție, nu o impune, nici n-o dogmatizează. Doar o propune. El ridică o problemă, punându-se pe sine și pe alții la încercare. Izbutește și incită adevărul”.

- Nicolae Balotă îl denumește „gen semiliterar”, fixându-l "între structurile imagistice și cele ideologice".

În prezent, eseurile sunt frecvent folosite în analiza operelor de artă (critică literară, cinematografică, muzicală, etc.) De exemplu, un eseist poate să abordeze o operă literară, sau un aspect al ei (o idee, o temă, un simbol) de pe poziții filosofice, poate să apeleze la informații sociologice sau psihologice, poate să facă asociații pe o temă, etc.

## Exemple de eseuri
- Eseuri (Montaigne), de Montaigne (1580, 1588)
- Eseuri, de Francis Bacon (1597)
- Eseu asupra intelectului omenesc de John Locke (eseu de mari dimensiuni) (1689)
- Un eseu despre critică de Alexander Pope (eseu în versuri) (1711)
- Eseu asupra principiului populației, de Thomas Malthus (1798)
- Pseudo-Kynegeticos, de Alexandru Odobescu (1874)
- Pe culmile disperării, de Emil Cioran (1934)
- Mathesis, sau bucuriile simple, de Constantin Noica (1934)
- Minima moralia, de Andrei Pleșu (1988)